# Dona de Mim Tour
Dona de Mim Tour foi a primeira turnê da cantora brasileira Iza. O primeiro show que aconteceu em 10 de agosto de 2018 na Áudio Club para 3 mil pessoas em São Paulo, foi exibido ao vivo pelo canal de televisão Bis.

## Antecedentes
Após assinar com a Warner em 2016, Iza realizou lançamentos de alguns singles no ano seguinte e depois do sucesso da música Pesadão a cantora lança seu primeiro álbum de estúdio em 2018, junto com o disco veio o desejo da cantora de realizar um show pelo país, o nome "Dona de Mim" dado a turnê e ao disco veio da canção favorita da carioca do CD, pelo fato de representa-la como mulher e artista.

## Conceito
Como em seu álbum de estréia, a cantora aborda temas na turnê como racismo e feminismo. Em um interlude foi mostrado um vídeo do discurso do ativista Martin Luther King, "I Have a Dream", que fala sobre união e coexistência harmoniosa entre negros e brancos. A direção geral do show é de Raoni Carneiro e a cenografia de Zé Carratu. Já a direção musical conta com Sérgio Santos, e com co-produção de Ruxell.

## Setlist
1. Intro
2. Linha de Frente
3. Ginga
4. Bateu
5. Te Pegar
6. Break Dança;
7. Rebola
8. Arrasta (cover de Gloria Groove)
9. No Ponto;
10. Bad Romance (cover de Lady Gaga)
11. Você Não Vive Sem
12. Você Me Vira a Cabeça (cover de Alcione)
13. Saudade Daquilo
14. Lado B;
15. Toda Sua;
16. Esse Brilho é Meu;
17. Interlude Martin Luther King
18. Pesadão

## Datas
| Data                        | Cidade                | País           | Local                                          | Público        |
| América do Sul              | América do Sul        | América do Sul | América do Sul                                 | América do Sul |
| --------------------------- | --------------------- | -------------- | ---------------------------------------------- | -------------- |
| 10 de agosto de 2018        | São Paulo             | Brasil         | Áudio Club                                     | 3,000          |
| 17 de agosto de 2018[A]     | São João de Meriti    | Brasil         | Shopping Grande Rio                            |                |
| 19 de agosto de 2018[B]     | Cuiabá                | Brasil         | Arena Pantanal                                 |                |
| 23 de agosto de 2018[C]     | Nova Lima             | Brasil         | Mix Garden                                     |                |
| 24 de agosto de 2018[D]     | Belo Horizonte        | Brasil         | Mirante Beagá                                  |                |
| 1° de setembro de 2018[E]   | Florianópolis         | Brasil         | Stage Music Park                               |                |
| 2 de setembro de 2018[F]    | Manaus                | Brasil         | Centro Histórico de Manaus                     |                |
| 07 de setembro de 2018[G]   | Viçosa                | Brasil         | Parque de Exposições Taticão Teixeira          |                |
| 27 de setembro de 2018[H]   | São Paulo             | Brasil         | Bulls Club                                     |                |
| 29 de setembro de 2018      | Salvador              | Brasil         | Ágatha Prime                                   |                |
| 11 de outubro de 2018       | Porto Alegre          | Brasil         | Pepsi on Stage                                 |                |
| 12 de outubro de 2018[J]    | Rio de Janeiro        | Brasil         | Aterro do Flamengo                             |                |
| 13 de outubro de 2018       | Uberlândia            | Brasil         | Arena Sabiarzinho                              |                |
| 20 de outubro de 2018[K]    | Rio Grande            | Brasil         | Eventual Cassino                               |                |
| 21 de outubro de 2018[L]    | Rio de Janeiro        | Brasil         | Marina da Glória                               |                |
| 26 de outubro de 2018[M]    | São Paulo             | Brasil         | Sambódromo do Anhembi                          |                |
| 27 de outubro de 2018[K]    | Campinas              | Brasil         | Campinas Hall                                  |                |
| 9 de novembro de 2018[N]    | São Paulo             | Brasil         | Via Matarazzo                                  |                |
| 20 de novembro de 2018[O]   | Ilhabela              | Brasil         | Praia do Perequê                               |                |
| 24 de novembro de 2018[P]   | Brasília              | Brasil         | Estádio Nacional Mané Garrincha                |                |
| 7 de dezembro de 2018[Q]    | São Paulo             | Brasil         | Bulls Club                                     |                |
| 8 de dezembro de 2018[R]    | Ponta Grossa          | Brasil         | Centro de Eventos de Ponta Grossa              |                |
| 29 de dezembro de 2018      | Maresias              | Brasil         | Amstel Beach Club                              |                |
| 31 de dezembro de 2018[S]   | Araruama              | Brasil         | Praça de Eventos da Pontinha                   |                |
| 4 de janeiro de 2019[T]     | São Sebastião         | Brasil         | Rua da Praia                                   |                |
| 5 de janeiro de 2019[U]     | Ilha Comprida         | Brasil         | Arena de Eventos da Praia do Boqueirão Norte   |                |
| 07 de janeiro de 2019       | Araruama              | Brasil         | Praça de Eventos da Pontinha                   |                |
| 2 de março de 2019[V]       | Brasília              | Brasil         | Parque da Cidade                               |                |
| 3 de março de 2019[W]       | Rio de Janeiro        | Brasil         | Sambódromo da Marquês de Sapucaí               |                |
| 4 de março de 2019[X]       | Rio de Janeiro        | Brasil         | Sambódromo da Marquês de Sapucaí               |                |
| 5 de março de 2019[Y]       | Salvador              | Brasil         | Circuito Barra-Ondina                          |                |
| 20 de março de 2019         | São Carlos            | Brasil         | Sesc São Carlos                                |                |
| 21 de março de 2019         | Ribeirão Preto        | Brasil         | Sesc Ribeirão Preto                            |                |
| 22 de março de 2019[Z]      | Oceano Atlântico      | Brasil         | Costa Fascinosa                                |                |
| 23 de março de 2019[AA]     | São Paulo             | Brasil         | Parque Villa-Lobos                             |                |
| 24 de março de 2019         | Bauru                 | Brasil         | Sesc Bauru                                     |                |
| 29 de março de 2019         | São José do Rio Preto | Brasil         | Recinto de Exposições Alberto Bertelli Lucatto |                |
| 30 de março de 2019[BB]     | São Paulo             | Brasil         | Nos Trilhos                                    |                |
| 7 de abril de 2019[CC]      | São Paulo             | Brasil         | Autódromo de Interlagos                        |                |
| 25 de maio de 2019          | Manaus                | Brasil         | Diamond                                        |                |
| 01 de junho de 2019         | Itatiaia              | Brasil         | Parque de Exposição Itatiaia                   |                |
| 09 de junho de 2019         | Foz do Iguaçu         | Brasil         | Parques de Evento Charrua                      |                |
| 28 de junho de 2019         | Brasília              | Brasil         | Palco Praia                                    |                |
| 20 de julho de 2019         | Bicas                 | Brasil         | Parque de Exposições de Bicas                  |                |
| 27 de julho de 2019         | São Leopoldo          | Brasil         | Largo Rui Porto                                |                |
| 03 de agosto de 2019        | Ribeirão Pires        | Brasil         | Complexo Ayrton Senna                          |                |
| 10 de agosto de 2019        | Niterói               | Brasil         | Concha Acústica                                |                |
| 30 de agosto de 2019        | São Paulo             | Brasil         | Áudio Club                                     | 3,000          |
| 29 de setembro de 2019[DD]  | Rio de Janeiro        | Brasil         | Parque Olímpico do Rio de Janeiro              |                |
| América do Norte            |                       |                |                                                |                |
| 18 de outubro               | Nova York             | Estados Unidos | Stage 48                                       | 1,300          |
| 19 de outubro de 2019       | Miami                 | Estados Unidos | Pompano Beach                                  |                |
| América do Sul              |                       |                |                                                |                |
| 27 de outubro de 2019       | Salvador              | Brasil         | Chácara Baluarte                               |                |
| 22 de novembro de 2019      | Brasília              | Brasil         | Estádio Nacional de Brasília Mané Garrincha    |                |
| 23 de novembro de 2019      | São Paulo             | Brasil         | Arena Anhembi                                  |                |
| 30 de novembro de 2019      | São Paulo             | Brasil         | Áudio Club                                     | 3,000          |
| 01 de dezembro de 2019      | Santos                | Brasil         |                                                |                |
| 05 de dezembro de 2019      | Rio de Janeiro        | Brasil         | Evento fechado                                 |                |
| 07 de dezembro de 2019      | Florianópolis         | Brasil         | P12                                            |                |
| 10 de dezembro de 2019      | Praia do Forte        | Brasil         | Evento fechado                                 |                |
| 12 de dezembro de 2019      | São Paulo             | Brasil         | Evento fechado                                 |                |
| 13 de dezembro de 2019      | Bom Retiro            | Brasil         | Natal das Águas                                |                |
| 14 de dezembro de 2019      | São Paulo             | Brasil         | Evento fechado                                 |                |
| 14 de dezembro de 2019      | Belo Horizonte        | Brasil         |                                                |                |
| 16 de dezembro de 2019      | São Paulo             | Brasil         | Evento fechado                                 |                |
| 28 de dezembro de 2019      | Salvador              | Brasil         | Boca do Rio                                    |                |
| 31 de janeiro de 2020       | Xangri-lá[GG]         | Brasil         | SABA - Sede Campestre                          |                |
| 01 de fevereiro de 2020[HH] | Salvador              | Brasil         | Parque de Exposições                           |                |
| 08 fevereiro de 2020[II]    | São Paulo             | Brasil         | Jockey Club                                    |                |
| 09 de fevereiro de 2020[JJ] | Rio de Janeiro        | Brasil         | Praia de Ipanema                               |                |
| 21 de fevereiro de 2020[]   | Natal                 | Brasil         | Largo do Atheneu                               |                |

A O show faz parte do Festival Sesc da Juventude.
B O show faz parte do Rock Arena.
C O show faz parte do Proação Fashion Day.
D O show faz parte do Breve Festival.
E O show faz parte do 1007 Festival.
F O show faz parte do Passo a Paço 2018.
G O show faz parte da Balada da Trans.
G O show faz parte do Nicoloco 2018.
I O show faz parte do Z Festival.
J O show faz parte do Aniversário do Cristo Redentor.
K O show faz parte da Festa Ginga.
L O show faz parte da Oktoberfest 2018.
M O show faz parte do Bota Fora Mackenzie.
N O show faz parte do Flexx 11 Anos.
O O show faz parte do Dia da Consciência Negra.
P O show faz parte do VIC 7 Anos.
Q O show faz parte da Festa da Trans.
R O show faz parte do Festival Planeta Mais.
S O show faz parte do Réveillon de Araruama.
T O show faz parte do Festival de Verão de São Sebastião.
U O show faz parte do Ilha Verão.
DD O show faz parte do Festival Rock in Rio.
GG O show faz parte do Festival Atlântida.
HH O show faz parte do Festival de Verão Salvador.
II O show faz parte do Festival do CarnaOUL.
JJ O show faz parte do Festival do Verão TIM.
MM O show faz parte do Carnaval de Natal.